# Anders Swartling
Anders Johan Axel Swartling, född 31 maj 1935 i Stockholm, död 6 augusti 2019, var en svensk jurist som vid sin pensionering var regeringsråd i Regeringsrätten. Han var son till Carl Swartling.

## Biografi
Swartling tog studentexamen på reallinjen vid Norra Real 1954, blev medicine kandidat 1956, juris kandidat vid Stockholms universitet 1962 och satt ting 1962–1963.
Han var biträdande jurist i advokatbyrå 1963–1966 och blev fiskal i Kammarrätten i Stockholm 1967 samt assessor 1968. Han blev regeringsrättssekreterare 1972 och kansliråd i Finansdepartementet 1976 samt departementsråd 1978. Swartling blev lagman i Kammarrätten i Stockholm 1982 och var regeringsråd 1987–2001.
Swartling var sekreterare i 1972 års skatteutredning 1972–1976, ordförande i Kapitalvinstkommittén 1980–1982, RSV:s rättsnämnd 1984–1986 samt i Stiftelse- och föreningsskattekommittén 1988–1995.